# Кингстон, Эдди
Эдвард Мур (англ. Edward Moore, род. 12 декабря 1981, Йонкерс, Нью-Йорк) — американский рестлер. В настоящее время выступает в All Elite Wrestling (AEW) под именем Эдди Кингстон, где является действующим чемпионом мира ROH.
Кингстон начал свою карьеру в 2002 году и выступал за множество независимых рестлинг-промоушенов, включая Evolve, National Wrestling Alliance, Chikara, AAW Wrestling, Combat Zone Wrestling, Independent Wrestling Association Mid-South, Impact Wrestling, Pro Wrestling Guerrilla и Ring of Honor.
Его хвалили за ораторские способности, и многие считают его одним из лучших ораторов современной эпохи рестлинга.

## Ранняя жизнь
Эдвард Мур родился 12 декабря 1981 года в Йонкерсе, Нью-Йорк, в семье отца-ирландца и матери-пуэрториканки. У него было трудное детство в неблагополучном районе Йонкерса, он постоянно ввязывался в драки в школе. Он считает, что он избежал тюрьмы и неприятностей, благодаря тому, что он увлекался рестлингом в раннем возрасте, когда смотрел старые кассеты.

## Карьера в рестлинге

### Независимая сцена (2002—2016, 2018—2020)

#### Chikara (2002—2016)
Мур первоначально тренировался вместе с Блэкджеком Марчиано и Джигсоу под руководством Кевина Найта в Independent Wrestling Federation в Вудленд-Парке, Нью-Джерси (бывший Западный Патерсон). После того, как Мура выгнали из школы, он стал частью второго набора учеников, которые тренировались в Chikara Wrestle Factory, где его обучали Майк Квакенбуш и Крис Хиро. Мур дебютировал в рестлинге под именем Эдди Кингстон 12 октября 2002 года на седьмом мероприятии Chikara, где он и Блэкджек Марчиано, команда, известная под названием «Шальные карты», победили Мелвина Снодграсса и Лестера Крэбтри в матче команд.

### All Elite Wrestling

#### Борьба за титулы (2020—2021)
Кингстон дебютировал в All Elite Wrestling (AEW) 22 июля 2020 года в эпизоде Dynamite, где он встретился с Коди за титул чемпиона TNT AEW в матче без дисквалификации, но проиграл. 31 июля было объявлено, что Кингстон подписал контракт с AEW. На эпизоде Dynamite от 22 августа Кингстон создал альянс с «Мясником и Ножом» и «Луча-братьями» (Пентагон-младший и Рей Феникс). На PPV-шоу All Out Кингстон участвовал в матче Casino Battle Royale, где его в последнюю очередь выбросил с ринга победитель Лэнс Арчер. Несмотря на это, Кингстон утверждал, что он не выбывал из матча, так как пролез под нижним канатом и начал требовать матч за звание чемпиона мира AEW. 23 сентября в эпизоде Dynamite Кингстон получил матч за звание чемпиона мира AEW против своего бывшего друга Джона Моксли, где он потерпел поражение после того, как потерял сознание от удушающего захвата. Позже Кингстон напал на Моксли после его матча с Лэнсом Арчером 14 октября на Dynamite, протестуя против того, что Моксли никогда не заставлял его сдаться. Из-за этого на шоу Full Gear 7 ноября был назначен матч I Quit между ними, который Кингстон проиграл.
На эпизоде Dynamite 18 ноября «Луча-братья» ополчились на Кингстона после того, как он вместе с Мясником и Ножом напал на Пака. На New Year’s Smash 13 января 2021 года Кингстон был побежден Паком. На Revolution 7 марта Кингстон спас Джона Моксли после матча Моксли против Кенни Омеги, став при этом его фейсом. Позже они возобновили дружбу и создали союз. Кроме того, Кингстон прекратил свое сотрудничество с «Мясником и Блейдом», после того как они были наняты Мэттом Харди в качестве части его свиты. В течение следующих недель Кингстон и Моксли враждовали с Омегой, а также с его союзниками «Добрыми братьями» (Док Галлоус и Карл Андерсон) и «Янг Бакс» (Мэтт Джексон и Ник Джексон). На шоу Double or Nothing 30 мая Кингстон и Моксли бросили вызов «Янг Бакс» за титул командных чемпионов мира AEW, но потерпели поражение. После того как Моксли взял отпуск в связи с рождением своего первого ребёнка, Кингстон объединился с Пентагоном-младшим, чтобы сразиться с «Янг Бакс» за чемпионство в уличной драке на шоу Road Rager, но потерпел поражение. В итоге Кингстон начал вражду с Миро, которому он бросил вызов в борьбе за титул чемпиона TNT на шоу All Out, но потерпел поражение.
После поражения Миро на All Out, он принял участие в турнире за возможность стать чемпионом мира AEW, где в полуфинале проиграл Брайану Дэниелсону в поединке, получившем высокую оценку критиков.

#### Различные противостояния (2021—н.в.)
Сразу после проигрыша Дэниелсону он прервал интервью с Си Эм Панком, начав вражду между ними. Кингстон встретился с Панком на шоу Full Gear в ноябре, но проиграл. В следующем месяце Кингстон начал соперничество с Крисом Джерико, но в январе 2022 года получил травму глазницы, которая временно вывела его из строя. Соперничество продолжилось после возвращения Кингстона в следующем месяце, и они договорились, что будут бороться друг с другом на шоу Revolution. На Revolution 6 марта Кингстон победил Джерико болевым приёмом. Вскоре после этого Джерико напал на своих бывших друзей Сантану и Ортиса, создал злодейское «Общество признания Джерико» и продолжил вражду с Кингстоном, Сантаной и Ортисом, а также с «Блэкпульским бойцовским клубом». «Общество признания Джерико» выиграли матч «Анархия на арене» на шоу Double or Nothing. Кингстон, Сантана, Ортиз и «Бойцовский клуб Блэкпула» отомстили за это поражение победой на шоу Blood and Guts. На Fyter Fest 20 июля Кингстон был побежден Джерико в матче смерти с колючей проволокой повсюду.
После этого Кингстон начал вражду с союзником Джерико Сэмми Геварой. Они были встретиться в матче на All Out, но матч был отменен после того, как Кингстон был отстранен AEW за законный закулисную ссору с Геварой. Вместо этого Кингстон встретился с Томохиро Исии на пре-шоу All Out, одержав победу. Вскоре после этого он возобновил свою вражду с Геварой, и они сошлись в поединке на Rampage: Grand Slam; Кингстон сначала победил болевым приёмом, но решение было отменено после того, как он отказался отпустить Гевару из захвата.

## Титулы и достижения
- All American Wrestling / AAW: Professional Wrestling Redefined
  - Чемпион AAW в тяжёлом весе (2 раза)[34][35]
  - Командный чемпион AAW (1 раз) — с Дэвидом Старром и Джеффом Коббом[36]
- American Championship Entertainment
  - Чемпион бриллиантового дивизиона ACE (1 раз)[37]
- CBS Sports
  - Новичок года (2020)[38]
  - Болтун года (2020)[38]
- Chikara
  - Гранд-чемпион Chikara (1 раз)[39]
  - 12 Large: Summit (2011)[39]
  - Torneo Cibernetico (2010)[40]
- Combat Zone Wrestling
  - Чемпион мира CZW в тяжёлом весе (1 раз)[41]
  - Командный чемпион мира CZW (2 раза) — с Джокером (1) и Дрейком Янгером (1)[41]
- DDT Pro-Wrestling
  - Чемпион железных людей в хеви-металлическом весе (1 раз)[42]
- EGO Pro Wrestling
  - Чемпион EPW в тяжёлом весе (1 раз)
- Evolve
  - Командный чемпион Evolve (1 раз) — с Джо Гейси[43]
- Glory Pro
  - Чемпион Crown of Glory (1 раз)[44]
- Independent Wrestling Association Mid-South
  - Чемпион IWA Mid-South в тяжёлом весе (1 раз)[45]
  - Командный чемпион IWA Mid-South (2 раза) — с Блэкджеком Марчиано (1) и Хомисайдом (1)[46]
  - Revolution Strong Style Tournament (2006)
- Jersey All Pro Wrestling
  - Чемпион Нью-Джерси JAPW (1 раз)[47]
  - Командный чемпион JAPW (1 раз) — с Хомисайдом[48]
- New Japan Pro-Wresting
  - Чемпион Strong в открытом весе (1 раз)
- Pro Wrestling Illustrated
  - № 40 в топ 500 рестлеров в рейтинге PWI 500 в 2022[49]
- Ring of Honor
  - Чемпион мира ROH (1 раз)
- Sports Illustrated
  - № 10 в топ 10 рестлеров 2020 года[50]
- Top Rope Promotions
  - Чемпион TRP в тяжёлом весе (1 раз)
- Wrestling Observer Newsletter
  - Лучший на интервью (2020, 2023)[51]
  - Вражда года (2020) пр. Джон Моксли[51]
- World Star Wrestling Federation
  - Чемпион WSWF в тяжёлом весе (1 раз)
- Другие титулы
  - Телевизионный чемпион Техас-Арканы ICW/ICWA (1 раз)